# Mark Robinson (político)
Mark Keith Robinson (18 de agosto de 1968) é um político americano que atua como o 35º vice-governador da Carolina do Norte desde 2021. Membro do Partido Republicano, ele é o indicado na eleição para governador da Carolina do Norte em 2024. Ele é o primeiro vice-governador negro da Carolina do Norte e o primeiro candidato negro de um grande partido para governador.
Robinson atribuiu o início de seu interesse pela política conservadora americana à leitura de um livro de Rush Limbaugh, após o qual ele "descobriu que eu era conservador e sempre fui". Em 3 de abril de 2018, Robinson compareceu a uma reunião do Conselho Municipal de Greensboro, onde debateram se deveriam ou não cancelar uma exposição de armas após o tiroteio na Stoneman Douglas High School. Robinson falou a favor dos direitos às armas, e o vídeo de seu discurso se tornou viral depois de ser compartilhado no Facebook por Mark Walker. Depois disso, Robinson abandonou a Universidade da Carolina do Norte em Greensboro e deixou seu emprego na fabricação de móveis para se concentrar em palestras públicas. Ele foi convidado para falar na convenção anual da National Rifle Association of America naquele ano.

## Visões e observações políticas
Robinson disse em 2016 que o feminismo é "regado pelo diabo e colhido e vendido por seus asseclas". Também em 2016, Robinson afirmou que as feministas eram "tão ruins, se não piores" que os racistas. Robinson também descreveu os homens feministas como "tão másculos quanto uma calcinha de renda".